# 吾桑站
吾桑站（日语：／ Asō eki */?）是一位於日本高知縣吾井鄉甲、隸屬於四國旅客鐵道（JR四國）的鐵路車站。車站編號為K16。
車站名稱屬於複合地方命名，是源於本車站所在地「吾井鄉」和附近的「桑田山」温泉（實質是冷泉）而結合而成的。

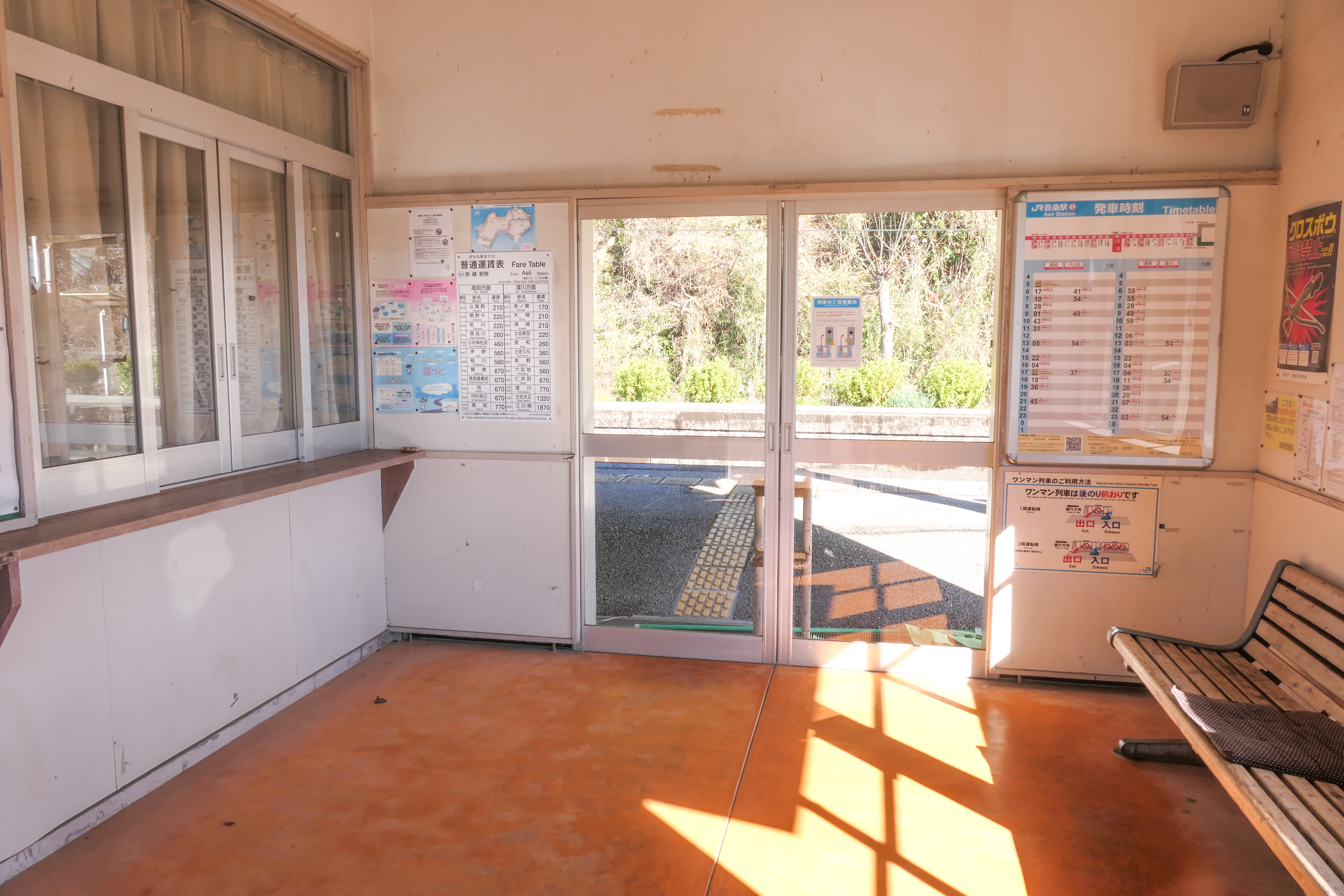
候車室內（2021年12月）

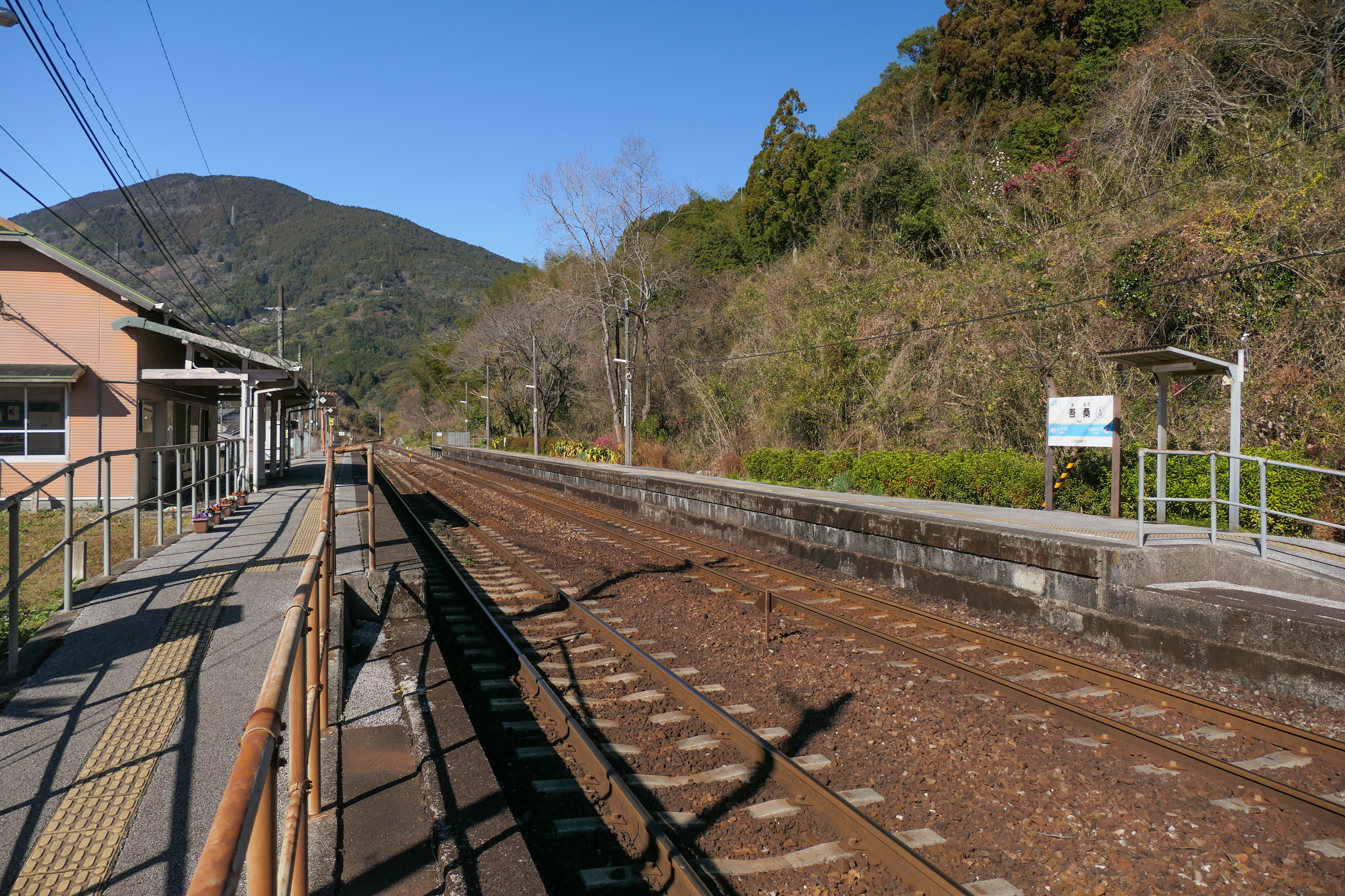
月台（2021年12月）

## 車站構造

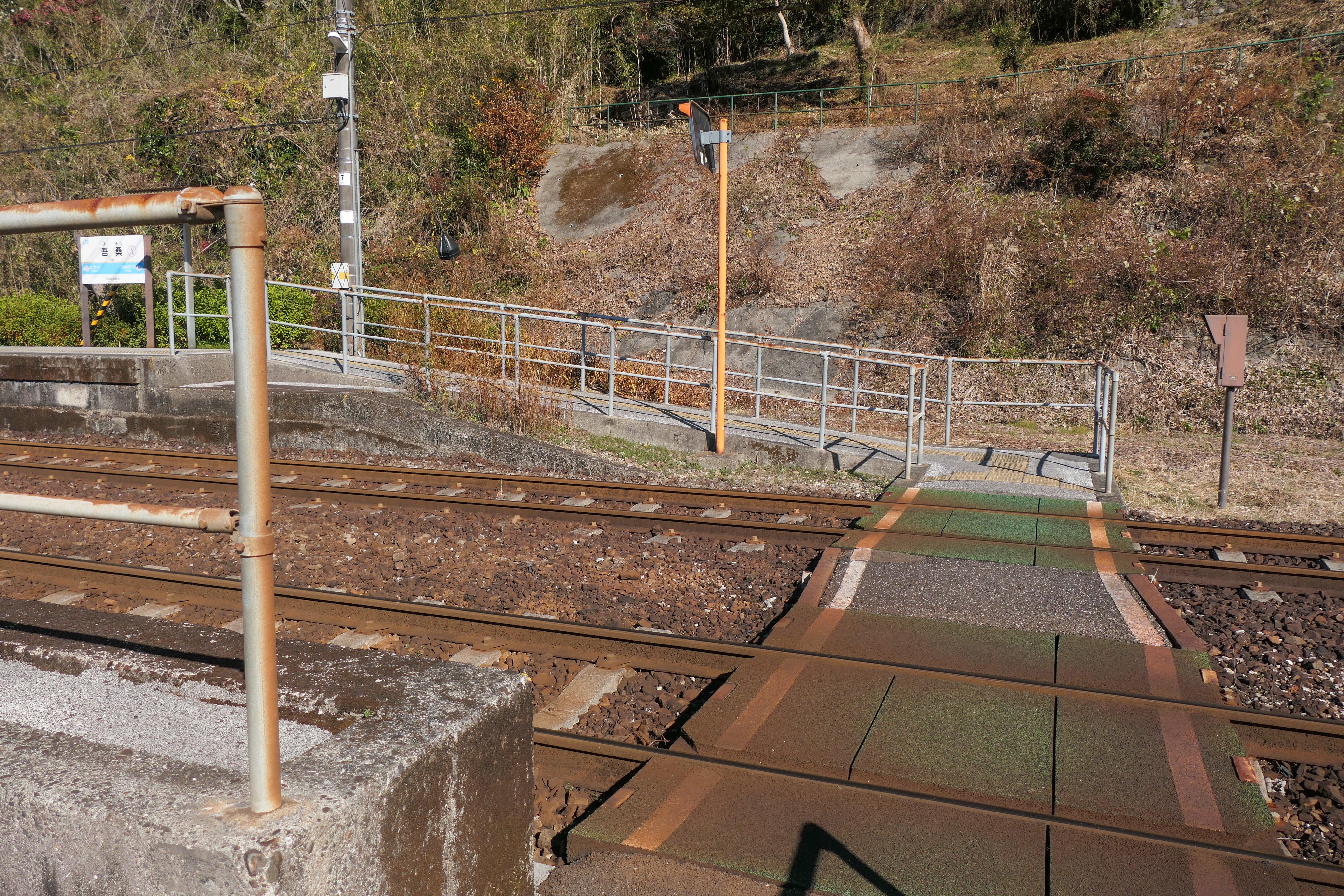
平交道（2021年12月）

車站為舊式單層木建築，原設有站務室及候車室。無人化後，改由附近商店代售近距離車票（高知至窪川之間），一直維持至今。。
現時設有側式月台2個，共提供2面2線的配置。靠近站舍為1號月台，亦是主軌道，為上行往高知或土佐山田方向；另一邊靠近山邊為2號月台，為下行往須崎及窪川方向，月台上設有有蓋候車小屋。而在月台末端向須崎方向設有平交道，方便乘客橫過路軌前往站舍及2號月台。
本站設有轉轍器的副路軌，最長可容納12卡的列車作避線，也因為此，本站限速為45km/h。

### 月台配置
| 月台 | 路線    | 方向 | 目的地             |
| ---- | ------- | ---- | ------------------ |
| 1    | ■土讚線 | 上行 | 高知、土佐山田方向 |
| 2    | ■土讚線 | 下行 | 須崎、窪川方向     |

## 歷史
- 1924年3月30日：隨著高知線開通，開業。
- 1969年10月1日：托運服務取消。
- 1970年10月1日：降格為簡易委託站。
- 1987年4月1日：日本國鐵分割民營化，車站的營運由JR四國繼承。

## 車站附近觀光
吾桑站雖然只停靠普通列車，然而它是前往桑田山蟠蛇森的最近車站，其中既可在山頂觀望須崎灣縣立自然公園的景色，沿途亦可到桑田山溫泉稍作停留，或沿「板本龍馬脫藩之道」遠足。每年2、3月期間山上及車站附近的雪割櫻綻開更是國內馳名的旅遊點。
由車站到蟠蛇森山頂約需2個半小時。

## 相鄰車站
四國旅客鐵道（JR四國）
■土讚線
斗賀野（K15）－吾桑（K16）－多之鄉（K17）